# 4568 Menkaure
4568 Menkaure (1983 RY3) là một tiểu hành tinh vành đai chính được phát hiện ngày 2 tháng 9 năm 1983 bởi Norman G. Thomas ở Flagstaff.